# الیکایی چمنی گلوسفید
الیکایی چمنی گلوسفید (نام علمی: Amytornis woodwardi) نام یک گونه از سرده الیکایی چمنی است.